# Walter Friedländer
Walter A. Friedländer (geboren 20. September 1891 in Berlin; gestorben 20. Dezember 1984 in Oakland) war ein deutschamerikanischer Sozialpädagoge. Er emigrierte 1933 über Paris in die USA und lehrte anschließend an der University of California in Berkeley.

## Biografie
Walter A(ndreas) Friedländer wurde als ältester Sohn von Hugo und Ernestine (Lichtenstein) Friedländer geboren. Sein Vater gehörte der deutschen Friedensbewegung an. Walter Friedländer war Neffe des SPD-Vorsitzenden und Reichstagsabgeordneten Hugo Haase, der aus der SPD austrat und 1917 die USPD mitgründete und deren Vorsitzender er im gleichen Jahr wurde. Nach dem Abitur 1909 studierte Friedländer 1910 bis 1914 Jura, Philosophie und Soziologie an den Universitäten in München und Berlin und war im Sozialistischen Studentenbund aktiv. 1914 lernte er Li Bergmann kennen, das Paar heiratete 1919. Aus der Ehe ging die Tochter Dorothee hervor. 1920 promovierte Friedländer zum Dr. phil. an der Friedrich-Wilhelms-Universität in Berlin, trat dem Bund Entschiedener Schulreformer bei, wurde Jugendrichter und machte sich anschließend als Rechtsanwalt in Berlin selbständig. 1921 wurde er für die USPD Stadtrat und Leiter des Jugendamts Berlin-Prenzlauer Berg. Er war Dozent an der Berliner Wohlfahrtsschule der Arbeiterwohlfahrt und publizierte über Jugendrecht.
Nach der Machtübergabe an die Nationalsozialisten 1933 emigrierte er im März in die Schweiz und von dort aus im Juni nach Paris, wo er im Matteotti-Komitee in der Flüchtlingshilfe tätig war und auch im Verband deutscher Lehreremigranten. 1937 erhielt er, auf Empfehlung von John Otto Reinemann (* 10. Oktober 1902 – † 6. Januar 1976), eine Einladung an die Universität Chicago und für sich und seine Familie ein Einreisevisum für die USA. Er war bis 1943 Dozent an der School of Social Service Administration der Universität Chicago. 1943 wurde er amerikanischer Staatsbürger, 1944 trat er dem Council for a Democratic Germany bei. Während seiner Professur für Social Welfare 1949 bis 1959 an der Universität Berkeley ließ er sich auf Vorschlag von Otto Suhr beurlauben. Er reiste als Fulbright-Stipendiat nach Berlin und lehrte an der Freien Universität in Berlin und publizierte wieder in Deutschland. Friedländer wurde 1959 emeritiert. Von 1959 bis 1960 hatte er eine Gastprofessur an der Universität East Lansing in Michigan und ab 1967 Lehraufträge in Köln, Berlin und Münster inne. Er war vielfältig publizistisch tätig und nahm an zahlreichen Internationalen Kongressen über Jugendrecht und Sozialpolitik teil.

## Ehrungen
- 1973 wurde er vom Institut für angewandte Forschung der Universität London mit dem Honorary Doctor of Humanities ausgezeichnet.
- Die Marie-Juchacz-Plakette der Arbeiterwohlfahrt wurde ihm 1969 verliehen.

## Schriften
- (Hrsg.): Grundbegriffe und Methoden der Sozialarbeit. Luchterhand, Neuwied 1974, ISBN 3-472-52005-1
- (mit Paul Oestreich u. a.): Menschenbildung. J. Schwetschke, Berlin 1921.
- Die Schulreform und das Jugendrecht. E. Schwetschke, Berlin 1922
- Grundzüge des Jugendrechts. (=Entschiedene Schulreform Heft 27), Verlag Ernst Oldenburg, Leipzig 1924
- Die erzieherischen Aufgaben des Jugendamtes. M. Hensel, Berlin 1927.
- (mit Adele Schreiber u. a.): Das Buch des Kindes. Akademische Deutsche Verlagsanstalt, Leipzig 1930
- (mit Earl D. Myers): Child Welfare in Germany Before and After Naziism. University of Chicago Press, 1940.
- Helene Simon. Ein Leben für soziale Gerechtigkeit. Bonn : Arbeiterwohlfahrt Hauptausschuss, 1962
- (mit Henry S. Maas u. a.): Concepts and Methods of Social Work. W. Carter, Prentice-Hall, Englewood Cliffs NJ 1958; 2. Auflage 1976